# Anna Suvórova
Anna Arónovna Suvórova és una orientalista i crítica d'art russa. Parla rus i urdú.

## Biografia
Suvórova és la Cap del Departament de Literatura asiàtica a l'Institut d'Estudis Orientals (Acadèmia Russa de les Ciències), professora de cultura indo-islàmica a l'Institut de Cultures Orientals i Clàssiques (Universitat Estatal Russa d'Humanitats), membre de la facultat Internacional en la Universitat Nacional d'Arts (Pakistan), membre del Academic Advisory Board del Centre per Estudi de Gènere i Cultura (Pakistan), i membre de la Royal Asiatic Society Regne Unit).
Entre les seves àrees d'interès professional destaquen la literatura premoderna sudasiàtica, l'islam en el subcontinent indi, el sufisme i les arts visuals i escèniques del sud de l'Àsia.
Per la seva contribució en la recerca de la literatura del Pakistan i el patrimoni cultural, li ha estat conferit un dels premis estatals més prestigiosos del Pakistan, el Sitara-i-Imtiaz.

## Obra seleccionada
- Masnavi: Un Estudi de la Novel·la Urdu. — Karachi: Oxford University Press, 2000.[1][2]
- Sants musulmans del sud d'Àsia: de l'onzè al quinzè segle. — London—N.Y.: Routledge, 2004.[3][4][5][6][7]
- Barr-e saghir ke awliya aur unke mazar. — Lahore: Mashaal, 2007
- Teatre Urdu Primerenc: tradicions i transformacions. — Lahore: Universitat Nacional d'Arts, 2009.
- Una ona nova d'inspiració índia. Traduccions de l'Urdu en Teatre i Literatura Tradicional Malaia.
- Naya Teatre a l'Índia: Redescobrir-se en el Mirall Occidental.
- Lahore: Topofília d'espai i lloc. - Karachi: Oxford University Press, 2011[8]
- Benazir Bhutto: A Multidimensional Portrait. Arxivat 2018-06-29 a Wayback Machine.[9][10][11]